# Callyna perfecta
Callyna perfecta är en fjärilsart som beskrevs av Emilio Berio 1955. Callyna perfecta ingår i släktet Callyna och familjen nattflyn. Inga underarter finns listade i Catalogue of Life.